# Kalīn Khūnī
Kalīn Khūnī (persiska: گُلين خونی, Golīn Khūnī, کلین خونی) är en ort i Iran.   Den ligger i provinsen Mazandaran, i den norra delen av landet, 110 km nordost om huvudstaden Teheran. Kalīn Khūnī ligger 17 meter över havet och antalet invånare är 219.
Terrängen runt Kalīn Khūnī är platt åt nordost, men åt sydväst är den kuperad. Terrängen runt Kalīn Khūnī sluttar norrut. Runt Kalīn Khūnī är det ganska glesbefolkat, med 39 invånare per kvadratkilometer. Närmaste större samhälle är Nūr, 7,4 km nordväst om Kalīn Khūnī. I omgivningarna runt Kalīn Khūnī växer i huvudsak blandskog.